# Daniel Filipacchi
Daniel Filipacchi, né le 12 janvier 1928 dans le 14e arrondissement de Paris, est un éditeur, homme de radio, collectionneur d'art et un patron de presse français.
Il a été le président d'honneur d’Hachette Filipacchi Médias, dont il a fait le plus grand éditeur de presse magazine dans le monde. Il est le fils de l'éditeur Henri Filipacchi.
Sa vie et sa carrière se sont constituées autour de ses passions : le jazz, la photographie et l‘art. On se souvient surtout de l'animateur de l'émission de radio Salut les Copains, et de l’ancien photographe qui a acheté un Paris Match déclinant pour en faire l’un des magazines français les plus prisés et innovants. Pendant des années, il a développé  l’empire de presse Hachette Filipacchi.
Il reste également reconnu comme l’un des plus grands experts et collectionneurs de l’art surréaliste dans le monde. Sa collection a fait l’objet d’une importante exposition au musée Guggenheim à New York en 1999.

## Biographie
Mario Daniel Jacques Filippaki, dit Daniel Filipacchi, est né le 12 janvier 1928. Il est le fils de l'éditeur Henri Filipacchi et d'Edith Besnard. Son père, Italien, vivait en Turquie, à Smyrne, avant de s'établir en France en 1922, travaillant ensuite pour la société Hachette, où il imagina avec Guy Schoeller la collection Le Livre de poche.
Daniel Filipacchi était écolier au moment où la Seconde Guerre mondiale vint interrompre ses études. Autodidacte, il n’est jamais retourné à l’école et à l’âge de 13 ans il est devenu apprenti typographe dans une imprimerie spécialisée dans les publications clandestines. Il a travaillé, entre autres, sur la composition de poèmes de Paul Éluard.

### Photographe
À la fin de la guerre, s’intéressant à la photographie, il travaille comme pigiste pour des magazines et notamment Paris Match.
En février 1950, il photographie André Gide, rue Vaneau.

### Homme de radio
Expert reconnu en jazz, on lui propose, le jour de la mort de Charlie Parker en 1955, d’animer une émission de radio en son honneur. Le succès est immédiat, et il animera, avec son ami Frank Ténot, une émission quotidienne de jazz, Pour ceux qui aiment le Jazz, sur Europe n° 1 (fondée en 1955). À la suite de cette réussite, il rachète Jazz Magazine en 1956, posant la première pierre de ce qui deviendra un groupe d’édition et de presse.
Daniel Filipacchi et Frank Ténot organisent les tournées européennes de tous les grands musiciens de jazz comme Louis Armstrong, Duke Ellington, Charlie Parker, Ella Fitzgerald, Erroll Garner, Thelonious Monk et Mahalia Jackson. À cette époque, Filipacchi est producteur de disque pour RCA Records et Decca (Sylvie Vartan, Chantal Goya, Jean Ferrat, etc.). Avec son complice Frank Ténot, il s'est même essayé comme parolier. Ils ont écrit ensemble un texte dont l'auteur est « officiellement » un certain Frank Daniel, intitulé Count Basie et chanté par Henri Salvador sur un air, justement, de Count Basie : Lil' Darlin', puis l'adaptation « officiellement » d'un certain Dan Frank de la fameuse Panne d'essence pour Sylvie Vartan.
Il abandonne Pour ceux qui aiment le jazz quelques années plus tard, et, en 1959, il crée une nouvelle émission de radio destinée cette fois aux adolescents et inspirée d’une émission américaine, consacrée au rock 'n' roll, Salut les Copains, toujours sur Europe 1, qu'il va animer jusqu'en 1968.
Après avoir fondé la société d'édition sonore Mood Records, il fonde et préside Warner France en 1970.

### Homme de presse
Le succès de Salut les copains l'amène, en juillet 1962, à créer un magazine du même nom, Salut les copains, dont le tirage atteint rapidement un million d’exemplaires.
Daniel Filipacchi et Franck Ténot lancent à partir de 1964 Pariscope et Photo, deux titres qui deviennent rapidement des succès. Le duo fonde et acquiert, par la suite, de nombreux autres magazines. Certains destinés aux jeunes filles (comme Mademoiselle Age Tendre), d’autres ciblent les hommes (Lui, Union, Newlook et les éditions françaises de Playboy et Penthouse), d’autres encore sont spécialisés comme Son Magazine, Ski Flash Magazine, Mer et Moteur, Décoration, Cuisine, etc.
En 1967, Filipacchi rachète Paris Match, alors que le titre est en difficulté, et en fait l’un des magazines français les plus rentables et les plus influents.
En 1981, lui et son ami Jean-Luc Lagardère, président de Matra, rachètent le groupe Hachette Magazines (le groupe Hachette était déjà en partenariat avec Daniel depuis 1964 via l'organisme de diffusion-distribution des NMPP) et fonde Hachette-Filippachi (HFM), qui comprend plusieurs titres comme Télé 7 Jours ou Elle, à l’époque sensiblement sur le déclin. Par la suite, Elle est lancé aux États-Unis, suivi par 25 éditions dans d'autres pays. Filipacchi et Lagardère ont poursuivi l’expansion de Hachette Filipacchi Medias aux États-Unis avec le rachat de Diamandis Communications, Inc. (anciennement CBS magazines), avec des titres tels que Woman’s Day, Car and Driver, Road and Track, Flying, Boating entre autres.
En 2012, Daniel Filipacchi publie ses mémoires sous le titre Ceci n'est pas une autobiographie chez Bernard Fixot.

### Éditeur et collectionneur
Depuis de nombreuses années, Daniel Filipacchi figure sur la liste des plus grands collectionneurs d’art dans le monde publiée par le journal ARTnews. Une exposition de sa collection et de celle de son ami Nesuhi Ertegün a été présentée en 1999 au musée Guggenheim à New York. Cet événement, intitulé « Surrealism: Two Private Eyes, the Nesuhi Ertegun and Daniel Filipacchi Collections », a été décrit par le New York Times comme « a gourmet banquet », suffisamment grand « pour remplir le musée Guggenheim du hall au plafond avec une formidable exposition. ». En 2008, il prête les collages originaux de la série Une semaine de bonté (1934) créée par Max Ernst, qui n'avaient plus été présentés au public depuis 1936, pour une exposition dirigée par Werner Spies et passant par plusieurs grandes villes d'Europe, dont le musée d'Orsay à Paris.

### Vie privée
Daniel Filipacchi est le père de trois enfants, l'écrivaine franco-américaine Amanda Filipacchiet Craig Filipacchi (1972-), nés de son union avec le mannequin américain Sondra Peterson, ainsi qu'une première fille, Edith dite "Mimi" (1947-2024) née d'un mariage précédent avec Elisabeth Thomas.